# Отрант-Олімпік
ФК «Отрант-Олімпік» (чорн. Fudbalski klub Otrant-Olympic, алб. Klubi Futbollistik Otrant-Olympic) — чорногорський футбольний клуб із прибережного міста Улцинь. Вони виступають у першій лізі Чорногорії.

## Історія
ФК «Отрант-Олімпік» — перший футбольний клуб в Ульцині, заснований у 1921 році під назвою «Ольциній». З 1921 по 1941 рік команда грала лише в неофіційних матчах.
Після Другої світової війни, в СФР Югославії, клуб виступав під назвою «Б'єлогорац». З 1970-х років виступали у Четвертій лізі — Південь (найнижчий ранг). У 1977—1978 роках під назвою «Улцинь» клуб досяг найвищого успіху, посівши друге місце в Четвертій лізі. Це означало підвищення до Ліги Республіки Чорногорія.
У 1983 році клуб отримав назву «Отрант» і після кількох успішних сезонів, на початку 1990-х років, клуб був розпущений на один сезон. Новий початок стався в середині десятиліття, і до 2006 року ФК «Отрант» грав у Лізі Республіки, часто вилітаючи.
Найбільших результатів в історії клубу «Отрант» досягнув після здобуття Чорногорією незалежності. Протягом двох сезонів вони виграли титул чемпіонів у Третій лізі Чорногорії, а з 2007 року вони зіграли п'ять сезонів у Другій лізі Чорногорії. ФК «Отрант» зберігає рекорд найбільшої перемоги в історії Другої ліги, вигравши 20 травня 2009 року у «Рібниці» з рахунком 12–2.У 2013 році «Отрант» був розформований через погіршення фінансового стану. «Улцинь» був представлений у сезоні 2013—2014 у Третій лізі Чорногорії як «Federal», молодіжний футбольний клуб, заснований у 2010 році. 22 липня 2015 року клуб був перейменований на «Отрант-Олімпік». Невдовзі команда повернулася до Другої ліги Чорногорії, досягнувши помітних результатів у сезоні 2016-17. ФК «Отрант» фінішував на третьому місці і команда брала участь у плей-оф Першої ліги, але програла ФК «Рудар» (1–0; 0–3).Наступні два сезони ФК «Отрант» фінішував у верхній частині турнірної таблиці Другої ліги, але без боротьби за вихід у плей-оф. Сезон 2019-20 «ФК Отрант» закінчив у нижній частині таблиці. У результаті команда з Ульциня була понижена в класі після чотирьох сезонів поспіль, проведених у другому ешелоні.